# Тяговое усилие
Тяговое усилие или Тя́га — одна из общепринятых мер тяговой или буксировочной мощности. Обычно измеряется в тонно-силах, килоньютонах или, иногда, в тоннах. Является удобным, но идеализированным числом, которое необходимо корректировать для текущих условий эксплуатации. В случае тягового усилия судна оно может быть указано в виде двух чисел: статического или максимального тягового усилия — наибольшей измеренной силы — и постоянного или непрерывного тягового усилия, среднего значения измерений за интервал, например, 10 минут. Эквивалентное измерение на суше известно как тяговое усилие или сила тяги, которое используется для измерения общей горизонтальной силы, создаваемой единицей тяжелой техники для перемещения груза. В качестве наземной техники, для которой может применяться данная характеристика, могут быть железнодорожные локомотивы, тракторы, грузовики или тягачи.
В случае морского судна оно определяется как сила, оказываемая судном на полной мощности на установленный на берегу тумбу через буксирный трос при спокойной воде, отсутствии прилива, ровном дифференте, при достаточных глубине и боковом зазоре для свободного потока воды вокруг винта.